# Comté de Towns
Le comté de Towns est un comté de Géorgie, aux États-Unis. Les deux seules cities au sein du comté sont Hiawassee (chef-lieu) et Young Harris.

## Démographie
| 1860  | 1870  | 1880  | 1890  | 1900  | 1910  |
| ----- | ----- | ----- | ----- | ----- | ----- |
| 2 459 | 2 780 | 3 261 | 4 064 | 4 748 | 3 932 |

| 1920  | 1930  | 1940  | 1950  | 1960  | 1970  |
| ----- | ----- | ----- | ----- | ----- | ----- |
| 3 937 | 4 346 | 4 925 | 4 803 | 4 538 | 4 565 |

| 1980  | 1990  | 2000  | 2010   | - | - |
| ----- | ----- | ----- | ------ | - | - |
| 5 638 | 6 754 | 9 319 | 10 471 | - | - |